# Gisèle Vallerey
Gisèle Vallerey (París, 21 de noviembre de 1889-18 de enero de 1940), también conocida como Juliette-Marie Chandon, fue una escritora francesa que firmó sus obras, traducciones y letras de canciones con los nombres de Noël Guy, G. Chandon, Gisèle Chandon, Georges Chandon y Gisèle Vallerey.

## Trayectoria
Nació en París, hija de Marie Duhan y de François Chandon, comerciante. Es una de sus cinco hijos, Edmée, Pierre-Marie-Jules, Juliette-Marie, Martial-Marie-Émile y Aurette-Marie. El 12 de julio de 1918 contrajo matrimonio con su primo hermano Tancrède Vallerey, con quien compartió traducciones y adaptaciones.
Inició su carrera literaria con algunas colecciones de prosa poética: Les Cris de ma Souffrance, Promenades à Béquilles, mientras realizaba numerosas traducciones y adaptaciones, principalmente para una audiencia joven. Publicó obras documentadas bajo el nombre de Noël Guy: Roma, La Marine Française, entre otras.

## Reconocimientos
Vallerey publicó el poemario La Voix des Heures (colección de versos clásicos) con el que obtuvo el premio Jacques Normand, y posteriormente el premio Archon-Desspérouses (1929). En 1931, fue laureada por la Sociedad de Escritores Provinciales por Les Chansons de l'Esclave, escrita en verso libre.

## Obra

### Poesía
- 1923 – Les Cris de ma Souffrance
- Promenades à Béquilles
- 1929 – Le Mystère des Ruines
- La Voix des Heures
- Les Chansons de l'Esclave

### Documentación
- Rome
- La Marine Française
- 1933 – Richelieu

### Traducciones y adaptaciones
- 1931 – Dix mille lieues dans les airs par
- 1932 – L'Île au trésor
- 1932 – Le Dernier des Mohicans
- 1933 – Contes et récits tirés de Corneille
- 1934 – Contes et récits tirés de Racine
- 1935 – Contes et récits tirés de Molière
- 1936 – Contes et récits tirés de l'Énéide
- 1936 – Contes et récits tirés de l'Iliade et de l'Odyssée
- 1936 – Le roman de Renard
- 1937 – Contes et légendes de l’Afrique noire
- 1938 – Récits tirés du théâtre grec